# Ноблсвил (Индијана)
Ноблсвил (енгл. Noblesville) град је у америчкој савезној држави Индијана.

## Демографија
По попису из 2010. године број становника је 51.969, што је 23.379 (81,8%) становника више него 2000. године.
| Група             | 2000.          | 2010.          |
| Белци             | 27.350 (95,7%) | 46.089 (88,7%) |
| Афроамериканци    | 326 (1,1%)     | 1.896 (3,6%)   |
| Азијати           | 230 (0,8%)     | 874 (1,7%)     |
| Хиспаноамериканци | 398 (1,4%)     | 2.209 (4,3%)   |
| Укупно            | 28.590         | 51.969         |